# Прозоровка
Прозоровка — упразднённая деревня в Становлянском районе Липецкой области России. На момент упразднения входила Михайловского сельсовета. Исключена из учётных данных в 2001 г.

## География
Деревня находилась в северо-западной части региона, в лесостепной зоне, в пределах Среднерусской возвышенности, располагалась на правом берегу реки Лотошок, на расстоянии примерно 30 километров (по прямой) к северо-западу от села Станового, административного центра района.

### Климат
Климат характеризуются как умеренно континентальный, с умеренно холодной продолжительной зимой и тёплым летом. Среднегодовая температура воздуха составляет 5,3 °C. Средняя температура воздуха самого холодного месяца (января) — −9,8 °C; самого тёплого месяца (июля) — 19,6 °C. Безморозный период длится около 134 дней. Среднегодовое количество атмосферных осадков составляет 550 мм, из которых около 328 мм выпадает в период с апреля по октябрь. Снежный покров держится в течение 150—160 дней.

## История
Деревня упразднена постановлением главы администрации Липецкой области от 09 июля 2001 года № 110.